# Zelený Háj
Zelený Háj (németül: Hagengrün) Vojtanov településrésze Csehországban a Karlovy Vary-i kerület Chebi járásában. Központi községétől 1,5 km-re délnyugatra fekszik. A 2001-es népszámlálási adatok szerint 6 lakóháza és 8 lakosa van.

## Története
Első írásos említése 1309-ből származik. 1869 és 1976 között Vojtanov községhez, ezt követően 1980-ig Františkovy Lázně városhoz tartozott. 1992-től azután ismét Vojtanov község településrésze.

## Népesség
A település népessége az alábbiak szerint alakult:
| Lakosok száma | 85   | 90   | 75   | 66   | 78   | 23   | 22   | 10   | 8    | 9    |
|               | 1869 | 1890 | 1900 | 1921 | 1930 | 1961 | 1970 | 1991 | 2001 | 2021 |

## Nevezetességek
- népi építészet
- szakrális kisemlék 1882-ből